# Oreobates discoidalis
Oreobates discoidalis is een kikker uit de familie Strabomantidae. De soort komt voor in Argentinië en Bolivia.